# Айос-Елефтеріос
Айос-Елефтеріос (грец. Άγιος Ελευθέριος) — район Афін, розташований між районами Ано Патісія та Като Патісія. Район отримав свою назву від однойменної церкви на вулиці Ахарнон (οδός Αχαρνών). Таку ж назву носить станція «Айос-Елефтеріос» Афінського метрополітену та станція електричного потягу ІСАП.
У районі Айос-Елефтеріос розташовано домашню залу баскетбольної команди Спортинг.